# Een kusje voor de Smurfin
Een kusje voor de Smurfin is het 15de stripalbum uit de reeks De Smurfen. Naast het titelverhaal bevat het album de verhalen Het Smurfentreintje, De Luilaksmurf heeft slaap, De Brandweersmurfen en Een mol bij de Smurfen.
Het album werd voor het eerst uitgegeven door Cartoon Creation in 1991. Standaard Uitgeverij kreeg later de rechten op de Nederlandse vertalingen en vernieuwt sindsdien de bestaande albums uit de reeks. Een kusje voor de Smurfin werd als album vervangen door Luilaksmurf heeft slaap, dat het verhaal Een kusje voor de Smurfin niet bevat, maar wel Het draakje Grumpf, een verhaal dat eerder verscheen in Babysmurf wil een beer.
Een kusje voor de Smurfin werd niet in het Frans uitgegeven. De Franstalige nummer 15, L'Étrange Réveil du Schtroumpf paresseux, bevat enkele verhalen uit Een kusje voor de Smurfin en Babysmurf wil een beer. Hierdoor bevat de Nederlandstalige reeks een album meer dan de Franstalige. De Franstalige nummer 15 bevat wel dezelfde verhalen als het later album Luilaksmurf heeft slaap.

## De verhalen

### Een kusje voor de Smurfin
Gargamel verkleedt zich als fee en kan de Smurfin overtuigen een toverdrankje in te nemen. Ze verandert in een kikker. Gargamel krijgt het goedje per toeval ook over zich en verandert in een pad. Smurfin doet haar relaas bij de Smurfen, maar die kunnen niet helpen. Ze vinden ook de pad en die beweert het tegengif te kennen. Hij vraagt wel eerst een kus, want hij denkt dat dát het tegenmiddel is. Het is echter niet hij, maar de Smurfin die weer normaal wordt. Hij kust dan maar Azraël. Het toverboek met de verkeerde tegenmiddels verdwijnt in de haard en de Smurfen krijgen een kus van de Smurfin.

### Het Smurfentreintje
Knutselsmurf bouwt een trein, maar Gargamel vindt de sporen. Hij maakt een wissel die de trein recht naar zijn huis laat rijden. De Smurfen worden gevangen. Grote Smurf ziet vanuit de lucht wat Gargamel heeft aangericht en bevrijdt zijn Smurfen. Gargamel volgt de spoorlijn, maar die eindigt in een lus.

### De Luilaksmurf heeft slaap
Om de Luilaksmurf een poets te bakken, verkleden de Smurfen zich zo dat ze 200 jaar ouder lijken. Als hij wakker wordt, denkt hij dat hij zo lang geslapen heeft. Omdat de anderen te oud zijn, moet hij alle klusjes opknappen, maar hij komt te weten dat het een complot is. Hij wil hen op zijn beurt foppen en doet zogezegd een drankje dat hen 200 jaar jonger zal maken in het eten. De Smurfen slaan in paniek en zoeken een verouderingsdrankje. Ze gaan dit bij Gargamel zoeken, maar die drinkt het middeltje zelf op in de waan dat het pruimenelixer is. Hij wordt 200 jaar ouder. De Smurfen horen dat ze geen echt drankje kregen en geven een feestje op de goede afloop. Luilaksmurf doet een dutje.

### De Brandweersmurfen
De Smurfen richten een brandweerbrigade op, maar een grote brand aangestoken door Gargamel krijgen ze niet geblust. Grote Smurf roept een magische windwijzer op om de wind te laten draaien en om het daarna te laten regenen. Het vuur wordt geblust en Gargamel krijgt een verkoudheid.

### Een mol bij de Smurfen
Een mol graaft gangen onder het Smurfendorp. Grote Smurf snapt niet waarom en gaat de mol opzoeken. De mol blijkt bijziend te zijn en krijgt de bril van Brilsmurf op zijn neus gezet. Intussen probeert Gargamel de mol uit zijn gang te roken. De mol graaft snel een gang naar het huis van Gargamel waardoor alle rook bij hem terechtkomt.

## Tekenfilmversie
- In de tekenfilmversie van De Brandweersmurfen komen ook Greintje, Puppy en de Kleutersmurfen (Smurfjes) voor. Het verhaal wijkt ook af van de stripversie: in de tekenfilm ontstaat een grote bosbrand door de onvoorzichtigheid van Driftige Smurf die een kampvuur niet goed heeft gedoofd. Grote Smurf gebruikt toverpoeder om het te laten regenen. Later slaagt Gargamel, verkleed als beer, erin om bijna alle Smurfen te vangen. Grote Smurf en Driftige Smurf roepen de hulp in van de dieren uit het bos en bevrijden samen de andere Smurfen.
- De tekenfilmversie van Het Smurfentreintje heet De Railsmurfer. In de tekenfilm komen Greintje, Mijnwerkersmurf, Opa Smurf en de Smurfjes (Kleutersmurfen) voor. Het verhaal is ongeveer hetzelfde als in het stripverhaal.
- De tekenfilmversie van De Luilaksmurf heeft slaap heet Smurf van Winkel. Hier komt Babysmurf niet voor en is Grote Smurf even weg (de Smurfen zeggen dat hij hen heeft verlaten). Hierin komen ook Gargamel en Azraël voor en verandert Luilaksmurf de verklede gerimpelde Smurfen in kleutertjes.